# Раупенштраух, Роланд
Роланд Раупенштраух (нем. Roland Raupenstrauch; 26 апреля 1903, Сегешвар, Австро-Венгрия (ныне Сигишоара, Румыния) — 14 сентября 1991, Вена) — австрийский пианист и музыковед.
Выступал как ансамблист, записал вместе с квартетом духовых Венского филармонического оркестра духовой квинтет Вольфганга Амадея Моцарта (1955). Концертировал как солист (в частности, в 1935 году исполнил в Вене концерт для фортепиано с оркестром Александра Скрябина в мемориальном концерте к 20-летию со дня смерти композитора, дирижировал Иван Бутников).
Преподавал в Венской городской консерватории, затем в Венской академии музыки, среди его учеников, в частности, пианисты Франц Цетль, Ээви Крунвалль и Кармен Даниэла, композитор Хорст Эбенё, у Раупенштрауха начинали учиться известный австрийский ударник Франц Замазал и джазовый музыкант Джо Завинул.
В 1954 году за исследование «Музыкальное образование в Германии и Швейцарии» был удостоен Премии Теодора Кёрнера.